# 練馬区立開進第二小学校
練馬区立開進第二小学校（ねりまくりつ かいしんだいにしょうがっこう）は、東京都練馬区桜台五丁目にある公立小学校。

## 概要
1928年に下練馬村開進第二尋常小学校として開校。児童数510人、20学級（2024年度）。

## 沿革
- 1928年4月1日 - 北豊島郡下練馬村開進第二尋常小学校として独立[2]。
- 1943年7月1日 - 東京市開進第二国民学校に改称[2]。
- 1947年10月1日 - 東京都練馬区立開進第二小学校に改称[2]。
- 1952年9月1日 - 南町小学校を分離[2]。
- 1984年3月9日 - 開校50周年記念式典挙行[2]。

## 交通
- 西武池袋線・都営大江戸線練馬駅徒歩7分
- 西武池袋線桜台駅徒歩5分